# ميرتشا ساسو
ميرتشا ساسو (بالرومانية: Mircea Sasu)‏ هو لاعب كرة قدم روماني في مركز الهجوم، ولد في 5 أكتوبر 1939 في Ferneziu ‏ في رومانيا، وتوفي في 17 أكتوبر 1983 في رومانيا. شارك مع منتخب رومانيا لكرة القدم. أما مع النوادي، فقد لعب مع دينامو بوخارست ونادي فارول كونستانتسا ونادي فنربخشة ويو تي أي أراد.

## وصلات خارجية
- ميرتشا ساسو على موقع الاتحاد الدولي (مؤرشف)  (الإنجليزية)
- ميرتشا ساسو على موقع قاعدة بيانات كرة القدم.إي يو (الإنجليزية)
- ميرتشا ساسو على موقع ناشيونال فوتبول تيمز (الإنجليزية)
- ميرتشا ساسو على موقع عالم كرة القدم.نت (الإنجليزية)